# اولین‌های تبریز در تاریخ ایران
بعضی از نخستین‌های تاریخ ایران مانند نخستین چاپ اسکناس در ایران، نخستین شهرداری در ایران، مهد قانون‌خواهی در ایران، نخستین شهربانی در ایران، بنیان‌گذار ادبیات نمایشی در ایران، نخستین دادگاه استیناف در ایران، نخستین مجتمع دانشگاهی  در ایران، بازار تبریز بزرگ‌ترین بازار سرپوشیده‌ی جهان و بزرگ‌ترین مرکز تجارت ایران در دوره‌ی قاجاریه ، چاپخانه، نخستین سینمای عمومی، نخستین کودکستان و نخستین مدرسهٔ کر و لال‌های ایران و نخستین خیابانی که در ایران دارای برق شد،نخستین سازمان توسعه گردشگری شهرداری تبریز در شهرداریهای ایران در تبریز بوده‌است. عنوان تبریز شهر نخستین‌ها در سال ۱۳۸۰ در سلسله‌مقالات تبریز شهر نخستین‌ها، به‌وسیله سیداحمد باقرزاده ارجمندی به‌کار برده شد و در هفته‌نامه شمس تبریز  چاپ و منتشر و مرسوم شد و بالغ بر ۶۰ مورد تحقیق شده و قرار بود در شماره‌های بعدی آن منتشر شود ولی متأسفانه به علت توقیف هفته‌نامه ناتمام ماند ولی خوشبختانه در سال ۱۳۸۱ صمد سرداری‌نیا کتاب تبریز شهر نخستینها را نوشت. 

## عناوین
جهت توضیحات بیشتر در مورد هر مورد، به بخش مربوطه مراجعه کنید.
| عنوان                                    | نخستین بار در تبریز                                                                          | ملاحظات |  |
| ---------------------------------------- | -------------------------------------------------------------------------------------------- | --- |  |
| چاپ و چاپخانه                            | نخستین چاپخانهٔ سربی با حروف فارسی و عربی                                                     | نخستین چاپخانه در سال ۱۲۲۷ توسط شاهزاده عباس میرزا در تبریز تأسیس شد و ۱۲ سال بعد دومین چاپخانه ایران در تهران تأسیس شد. در مورد اینکه چه کسی ابتدا چاپخانه را در ایران دایر کرد و همچنین محل چاپ نخستین قرآن اختلاف نظر وجود دارد. |  |
| کتابخانه                                 | نخستین کتابخانهٔ دولتی ایران در سال ۱۳۰۰ نخستین قرائتخانه در سال ۱۲۸۲                         | کتابخانه تربیت، نخستین کتابخانه عمومی دولتی ایران است که توسط محمدعلی تربیت پایه‌گذاری شد. وقف‌نامه ربع رشیدی که نخستین اثر ثبت‌شدهٔ ایران در حافظهٔ جهانی است، در کتابخانه مرکزی تبریز نگهداری می‌شود. پیش از کتابخانه تربیت، در کنار مهمانخانه نظافت، در سال ۱۲۸۲ خورشیدی، نخستین قرائتخانه یا همان کتابخانه در تبریز تأسیس شده بود. |  |
| تراموا یا قطارشهری                       | نخستین قطارشهری ایران در سال ۱۲۸۰                                                            | در سال ۱۲۸۰ خورشیدی، تبریز شاهد راه‌اندازی نخستین تراموای کشور برای جابه‌جایی مسافران بود. میدان محل استقرار این وسیله امروزه به قونقا باشی معروف است. «قونقا» یا تراموا از سال ۱۲۸۰ تا ۱۳۲۰ خورشیدی به مدت ۴۰ سال در تبریز، مردم را در فاصله ایستگاه راه‌آهن این شهر تا قونقا باشی جابه‌جا می‌کرد. نیروی محرکه واگن‌های قونقا، اسب‌ها بودند که واگن را روی ریل به حرکت در می‌آوردند. |  |
| کافه رستوران                             | نخستین کافه رستوران حدود سال ۱۲۸۴                                                            | نخستین کافه تریا و رستوران به سبک امروزی در ایران بود که در حدود سال ۱۲۸۴ خورشیدی توسط «آقابیک ایستگاهی (شفیع فرهور)» فرزند «رشید بیگ» از مبارزان مشروطه در محله پاشاژ شهر تبریز به نام کافه خورشید تأسیس گردید. امروزه با همان نام به عنوان قهوه‌خانه فعال می‌باشد. |  |
| هتل و مهمانخانه                          | نخستین هتل به سبک امروزی در ایران                                                            | مهمانخانه نظافت، نخستین مهمانخانه به سبک امروزی در ایران بود که در سال ۱۳۲۱ هجری قمری (۱۲۸۲ خورشیدی)، توسط «میرزا اسحاق خان معزالدوله» در تبریز و در جوار پل قاری تأسیس شد. |  |
| رستوران                                  | نخستین رستوران ایران                                                                         | نخستین رستوران ایران، در سال ۱۲۸۲ خورشیدی در مهمانخانه نظافت توسط «میرزا اسحاق خان معزالدوله» در تبریز برپا گردید. |  |
| سینما                                    | نخستین سینمای عمومی ایران                                                                    | نخستین سالن سینمای ایران در سال ۱۲۷۹ (۵ سال پس از اختراع جهانی آن توسط برادران لومیر) با نام «سینما سولی» که توسط کاتولیک‌ها در شهر تبریز تأسیس شده بود، آغاز به کار کرد. |  |
| مدرسه                                    | نخستین مدرسهٔ تحصیلات ابتدایی به‌شیوهٔ نوین در ایران                                            | نخستین مدرسه تحصیلات ابتدایی به شیوه نوین در ایران به نام مدرسه رشدیه، توسط میرزا حسن رشدیه در تبریز بنیاد نهاده شد. مدرسه مموریال نیز از مدارس قدیمی شهر تبریز است که توسط آمریکایی‌ها اداره می‌شد. |  |
| کودکستان و مدرسهٔ کر و لال‌ها              | نخستین کودکستان و نخستین مدرسهٔ کر و لال‌های ایران                                             | مؤسس نخستین مدرسهٔ کر و لال‌های ایران، جبار باغچه‌بان، نخستین مؤلف و ناشر کتاب کودک در ایران نیز است. یکی از کتاب‌های وی با عنوان «بابابرفی» توسط «کانون پرورش فکری کودکان و نوجوانان» به‌چاپ رسیده‌است و شورای جهانی کتاب کودک، آن را به‌عنوان بهترین کتاب کودک انتخاب کرد. |  |
| ادبیات نوین                              | بنیان‌گذار انشای جدید؛ نمایشنامه‌نویسی به‌زبان ترکی و فارسی                                     | میرزا عبدالرحیم نجارزاده تبریزی معروف به «طالبوف» بنیانگذار انشای جدید نامیده شده‌است. میرزا فتحعلی آخوندزاده نیز بنیانگذار نمایشنامه‌نویسی ایران محسوب می‌شود. همچنین میرزا آقا تبریزی نخستین نمایش‌نامه‌نویس ایرانی است که نمایش‌نامه‌های فارسی نگاشته‌است. |  |
| پول کاغذی                                | نخستین پول کاغذی                                                                             | در دورهٔ «گیخاتوخان» مغول، نام پول «چاو» بود. اما مردم آن را نپذیرفتند و پس از مدتی چاپ آن متوقف شد. |  |
| سکهٔ ماشینی                               | تهیه حدود ۲۰۰ قطعه سکهٔ سیمین                                                                 | به‌سال ۱۲۲۲ هجری قمری در زمان ولی‌عهدی عباس‌میرزا نایب‌السلطنه، ضرابخانه تأسیس شد، ولی به‌دلیل گرانی هزینه تعطیل شد. |  |
| اتاق تجارت                               | نخستین «اتاق بازرگانی ایران» به‌سال ۱۲۸۵ خورشیدی                                              | نخستین اتاق تجارت ایران نیز در تبریز بنیاد نهاده شده‌است. و نخستین اتاق تجارت کشور بوده. |  |
| شهربانی                                  | نخستین نظمیه یا شهربانی به مفهوم امروزی در سال ۱۳۲۵ هجری قمری                                | نخستین نظمیه یا شهربانی در تبریز به وجود آمد .از جمله کارهای این سازمان انتشار نشریه ای بود که بنام نظمیه تبریز منتشر شد. |  |
| شهرداری                                  | نخستین شهرداری یا به‌اصطلاح آن روز، «بلدیه» در سال ۱۲۸۷ خورشیدی                               | شهرداری تبریز نخستین شهرداری یا همان بلدیه ایران میباشد . ساختمان بلدیه تبریز که در مرکز شهر تبریز قرار دارد به عنوان نماد شهرداری‌های ایران شناخته شده‌است. |  |
| سازمان توسعه گردشگری شهرداری تبریز       | نخستین سازمان توسعه گردشگری شهرداری‌های کشور که برای نخستین بار در تبریز مجوز گرفت و تأسیس شد | سازمان توسعه گردشگری برای نخستین بار با ایجاد تعامل و همکاری با سازمان میراث فرهنگی کشور و به همت آقای دکتر صادق نجفی شهردار تبریز و شورای شهر تبریز و آقای دکتر رضا خلیلی مدیر عامل این سازمان در سال 1394 پس از کسب موفقیت‌های بسیار در زمینه گردشگری و هم‌زمان با انتخاب تبریز به عنوان پایتخت نمونه گردشگری اسلامی دنیا در سال 2018 میلادی و شهر جهانی بافت فرش و با حضور قدرتمند در نمایشگاه‌های سرنوشت ساز گردشگری بین‌المللی ، تأسیس یافت. سایت سازمان توسعه گردشگری شهرداری تبریز بایگانی‌شده در ۳۰ نوامبر ۲۰۲۰ توسط Wayback Machine |  |
| زلزله نگاری                              | نخستین مرکز زلزله نگاری در تبریز                                                             | نخستین پایگاه زلزله نگاری در تبریز بنا گذاشته شد . |  |
| برج سازی                                 | تبریز نخستین بلند مرتبه ساز ایران                                                            | برج ۱۱۰ طبقۀ کهکشان تبریز بلندترین برج ایران با ارتفاع 474 متر میباشد و هم‌اکنون در حال احداث است. |  |
| میدان آذربایجان                          | بزرگترین میدان شهری ایران                                                                    | این میدان با وسعت ۱۲٬۵ هکتار و با یک و نیم برابر وسعت میدان آزادی تهران، یکی از بزرگترین میدان‌های شهری ایران به حساب می‌آید. در هر ساعت، ۱۱٫۰۰۰ خودرو، در این میدان تردد می‌کنند. |  |
| اتوبوس‌های گردشگری                        |                                                                                              | |  |
| تاکسی‌های از من بپرس                      |                                                                                              | |  |
| تلفن                                     | نخستین مرکز تلفن ایران در سال ۱۲۸۰ خورشیدی                                                   | نخستین مرکز تلفن به همت قاسم خان والی در تبریز ساخته شد. |  |
| برق                                      | امتیاز نخستین کارخانهٔ برق ایران در سال ۱۲۸۱ خورشیدی                                          | امتیاز نخستین کارخانه برق ایران را برای احداث در تبریز به دست آورد. وی در ابتدا توانست اطراف خیابان مجیدی را روشن نماید. |  |
| کارت اعتباری اتوبوس شهری                 | استفادهٔ اتوبوس‌های شهری از «کارت‌های هوشمند بدون تماس» به‌جای بلیت‌های کاغذی                     | |  |
| آتش‌نشانی                                 | نخستین آتش‌نشانی ایران در سال ۱۲۲۱ خورشیدی                                                    | احداث در زمان استقرار نیروهای روسی در تبریز |  |
| مؤسسهٔ خیریهٔ غیردولتی                     | نخستین مؤسسهٔ خیریهٔ غیردولتی در سال ۱۳۳۱                                                      | نخستین و قدیمی‌ترین موسسه خیریه غیردولتی در ایران. جمعیت خیریه نوبر است. |  |
| نخستین سینمای خودرویی کشور               | نخستین سینمای خودرویی کشور در تبریز                                                          | تکنولوژی ساخت این سینمای خودرویی متعلق به کشور انگلستان است. |  |
| سامانه بلیط الکترونیکی                   | این سامانه برای نخستین بار در ورزشگاه یادگار امام (ره) تبریز اجراشد.                         | این سامانه با صعود تیم تراکتورسازی تبریز به لیگ برتر در استادیوم تبریز به اجرا درآمد. |  |
| تاکسی هوایی                              | نخستین پرواز تاکسی هوایی ایران از تبریز به منطقه آزاد ارس انجام گرفت.                        | این امکان برای تردد سرمایه‌گذاران و گردشگران به این منطقه در زمان ۴۰ دقیقه به وجود آمده که بر این اساس در باند تازه تأسیس منطقه آزاد ارس در جوار دشت گلفرج، دو فروند هلیکوپتر فراهم شده‌است. |  |
| شخصیت‌ها                                  | نخستین‌ها.                                                                                    | حسین صدقیانی نخستین فوتبالیست شاغل در اروپا - کلنل محمد تقی خان پسیان نخستین خلبان ایرانی -قاسم میرزا نخستین عکاس ایرانی - عظیم قیچی ساز نخستین ایرانی فاتح ۱۴ قلۀ بالای هشت هزار متری جهان |  |
| قهرمان قهرمانان مسابقات جهانی ریاضی ذهنی | آتیلا کارآفرین نابغه ۸ ساله تبریزی.                                                          | آتیلا کارآفرین نابغه ۸ ساله تبریزی تنها ایرانی که برای نخستین بار به مقام قهرمان قهرمانان مسابقات جهانی ریاضی ذهنی دست یافت -. |  |
| پارک مینیاتوری                           | نخستین پارک مینیاتوری کشور در تبریز                                                          | نخستین پارک مینیاتوری کشور در تبریز از تیرماه سال ۹۲ در دو فاز مورد بهره‌برداری قرار گرفته |  |
| موزه فوتبال آذربایجان                    | نخستین موزه فوتبال در ایران                                                                  | نخستین موزه فوتبال ایران در تبریز در۴ام دی ماه ۱۳۹۳ مورد بهره‌برداری قرار گرفت. این موزه توسط ایوب نیکنام لاله طراحی شده و تمام وسایل موزه توسط ایشان به این مجموعه اهدا گردیده است. |  |

## چاپ و چاپخانه
در مورد اینکه چه کسی ابتدا چاپخانه را در ایران دایر کرد اختلاف است اما نخستین چاپخانه سربی با حروف فارسی و عربی توسط میرزا زین العابدین تبریزی در تبریز دایر شد.
نخستین کتاب منتشرشده توسط این چاپخانه رساله جهادیه میرزاعیسی خان قائم مقام بود. این چاپخانه در سال ۱۲۴۵ تعطیل شد. در آن زمان هنوز واژه چاپ متداول نشده بود و به این دلیل آن را باسمه‌خانه، بصمه‌خانه، مطبعه، دارالطباعه و دارالطبع می‌نامیدند.
بعد از دایر شدن چاپخانه سربی در تبریز، نخستین روزنامه شهرستان‌های ایران به نام «روزنامه ملتی» نیز در تبریز منتشر شد که خبری از آن در شماره‌های سال ۱۲۷۵ هجری قمری وقایع اتفاقیه دیده می‌شود.
راجع‌به محل چاپ نخستین قرآن در ایران اختلاف نظر وجود دارد. به عقیده برخی از مورخین در اواسط سال‌های ۱۱۹۹ هجری شمسی قرآنی توسط میرزاحسین خطاطی شده و توسط میرزا اسدالّله لیتوگرافی (چاپ سنگی) شد، در حالی که کمی قبل از آن میرزا عبدالوهاب به سال ۱۱۹۵/۱۱۹۶ هجری شمسی قرآنی را چاپ کرده بود. گزارش تاریخی دیگر حاکی از آن است که از بین چاپ‌های قرآن که با استفاده از روش لیتوگرافی انجام شده‌اند، نخستین در سال ۱۲۱۲ هجری شمسی در تبریز انجام شد.

## کتابخانه

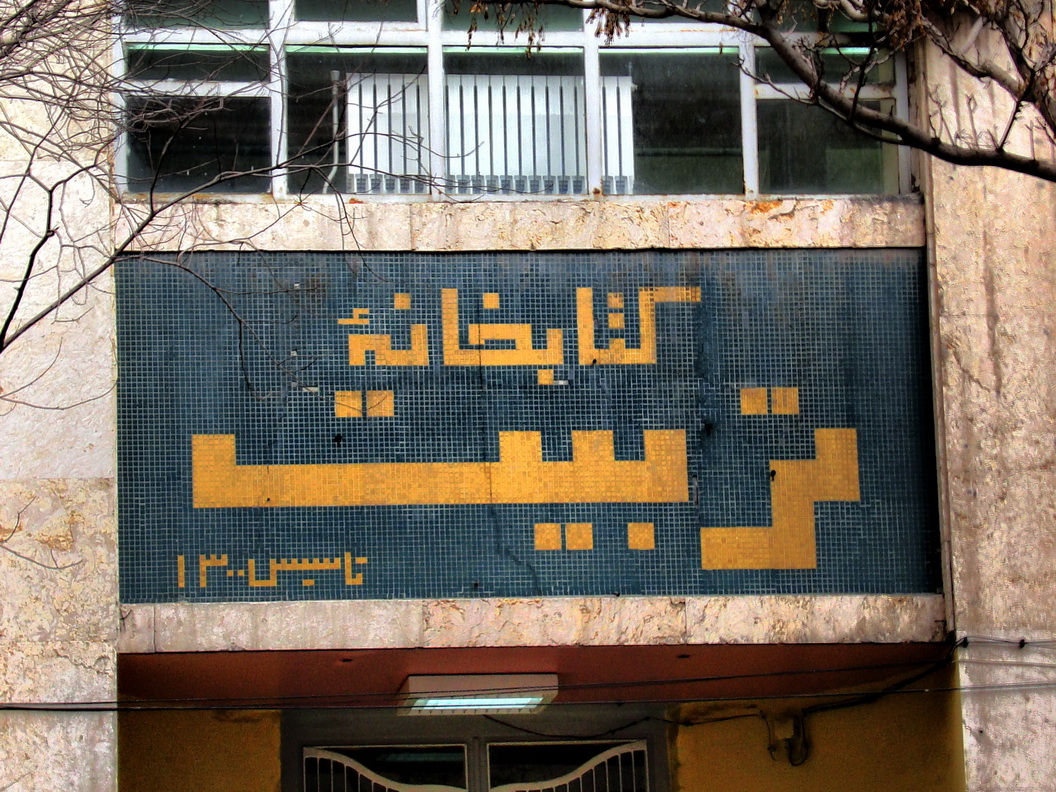
کتابخانه تربیت تبریز؛ نخستین کتابخانه عمومی ایران.

کتابخانهٔ عمومی تربیت، نخستین کتابخانهٔ دولتی ایران است که در سال ۱۳۰۰ به همت محمدعلی تربیت در شهر تبریز ایجاد شد. این کتابخانه در ابتدا «کتابخانه و قرائتخانهٔ عمومی معارف» نامیده می‌شد که بعدها به احترام بنیانگذار آن، تربیت نامیده‌شد.
در سال ۱۳۳۵ به علت کمبود فضای مطالعه، کتابخانهٔ ملی تبریز تأسیس شد که نسخه‌های خطی کتابخانهٔ تربیت پس از انقلاب به آن منتقل شده‌است.
وقف‌نامه ربع رشیدی که نخستین اثر ثبت‌شدهٔ ایران در حافظهٔ جهانی است، در این کتابخانه نگهداری می‌شود.

## سینما
نخستین سینمای عمومی ایران، به نام سینما سولی (خورشید) در سال ۱۲۷۹ (۵ سال پس از اختراع جهانی سینما توسط برادران لومیر) در سالن نسبتاً بزرگی در طبقه دوم آموزشگاه کاتولیک فرانسوی در جنب کلیسای کاتولیک‌ها توسط آنان در تبریز تأسیس شد. تأسیس نخستین سالن سینمای عمومی تهران توسط میرزا ابراهیم خان صحاف باشی در سال ۱۲۸۴ به چهار سال بعد مربوط است.

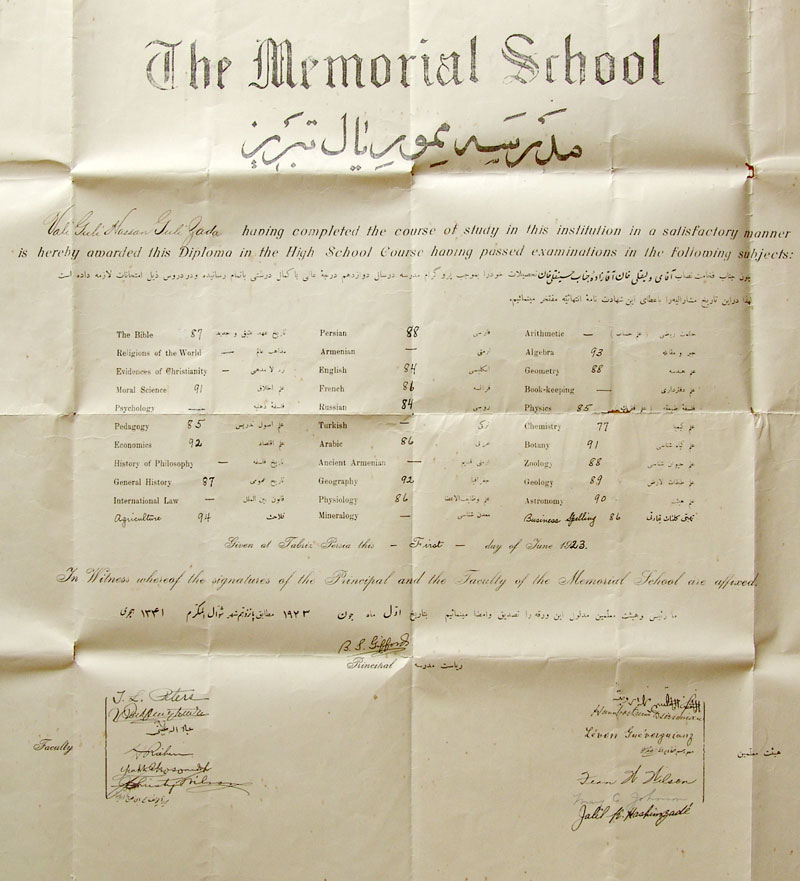
دیپلم ولیقلی دیلفانیان از مدرسه مموریال تبریز

## مدرسه
نخستین مدرسه تحصیلات ابتدایی به شیوه نوین در ایران توسط میرزا حسن رشدیه در ششگلان تبریز بنیاد نهاده شد.
میرزا حسن رشدیه در جوانی به بیروت رفت و در آنجا روش آموزش در دبستان‌ها را بررسی کرد پس از آن عازم استانبول شد آنگاه به مصر سفر کرد و پس از بازگشت به تبریز دبستانی به شیوهٔ آن‌ها تأسیس کرد.
مدرسه مموریال نیز از مدارس قدیم شهر تبریز است که توسط آمریکایی‌ها اداره می‌شد.

## کافه رستوران
نخستین کافه رستوران به شکل نوین در ایران توسط آقابیک ایستگاهی (شفیع فرهور) در محلۀ پاساژ تبریز بنیاد نهاده شد.
آقابیک فرزند رشید بیک، از مبارزان مشروطه بود که نظر به سفرهایی که به آذربایجان شوروی داشت، باالگو برداری از آن‌ها نخستین کافه رستوران را در تبریز با نام خورشید در محلۀ پاساژ شهر تبریز تأسیس نمود که یکی از مکان‌های مورد توجه مرفّهین ، رجال شهر و به خصوص مسافرین خارجی یا مقیم در تبریز بود . امروزه به عنوان قهوه خانۀ خورشید هنوز فعال می‌باشد.

## کودکستان و مدرسه کر و لال‌ها

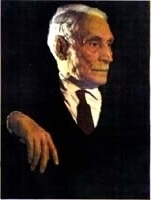
جبار باغچه‌بان

نخستین کودکستان و نخستین مدرسه کر و لال‌های ایران نیز در تبریز بنیاد گذاشته شد. جبار باغچه‌بان ابتدا در تبریز کودکستانی را تحت عنوان «باغچه اطفال» دایر کرد و به این دلیل خود را باغچه‌بان نامید. صمد سرداری‌نیا در کتاب «مشاهیر آذربایجان» در شرح زندگانی جبار باغچه‌بان می‌نویسد:
مدرسه کر و لال‌ها را جبار باغچه‌بان در سال ۱۳۰۳ با وجود مخالفت‌های زیاد از جمله رئیس فرهنگ وقت دکتر محسنی در تبریز دایر کرد. این کلاس جنب باغچه اطفال باغچه‌بان در کوچه انجمن در ساختمان معروف به عمارت انجمن تأسیس شد.
جبار باغچه‌بان نخستین مؤلف و ناشر کتاب کودک در ایران است. او از سال ۱۳۰۷ خورشیدی علی‌رغم دشواری‌های وسیع چاپ و کلیشه، چاپ کتاب‌های ویژه کودکان را با نقاشی‌هایی که خود می‌کشید آغاز کرد. یکی از کتاب‌های وی با عنوان «بابا برفی» توسط کانون پرورش فکری کودکان و نوجوانان به چاپ رسیده و شورای جهانی کتاب کودک آن را به عنوان بهترین کتاب کودک انتخاب کرد.

## ادبیات نوین

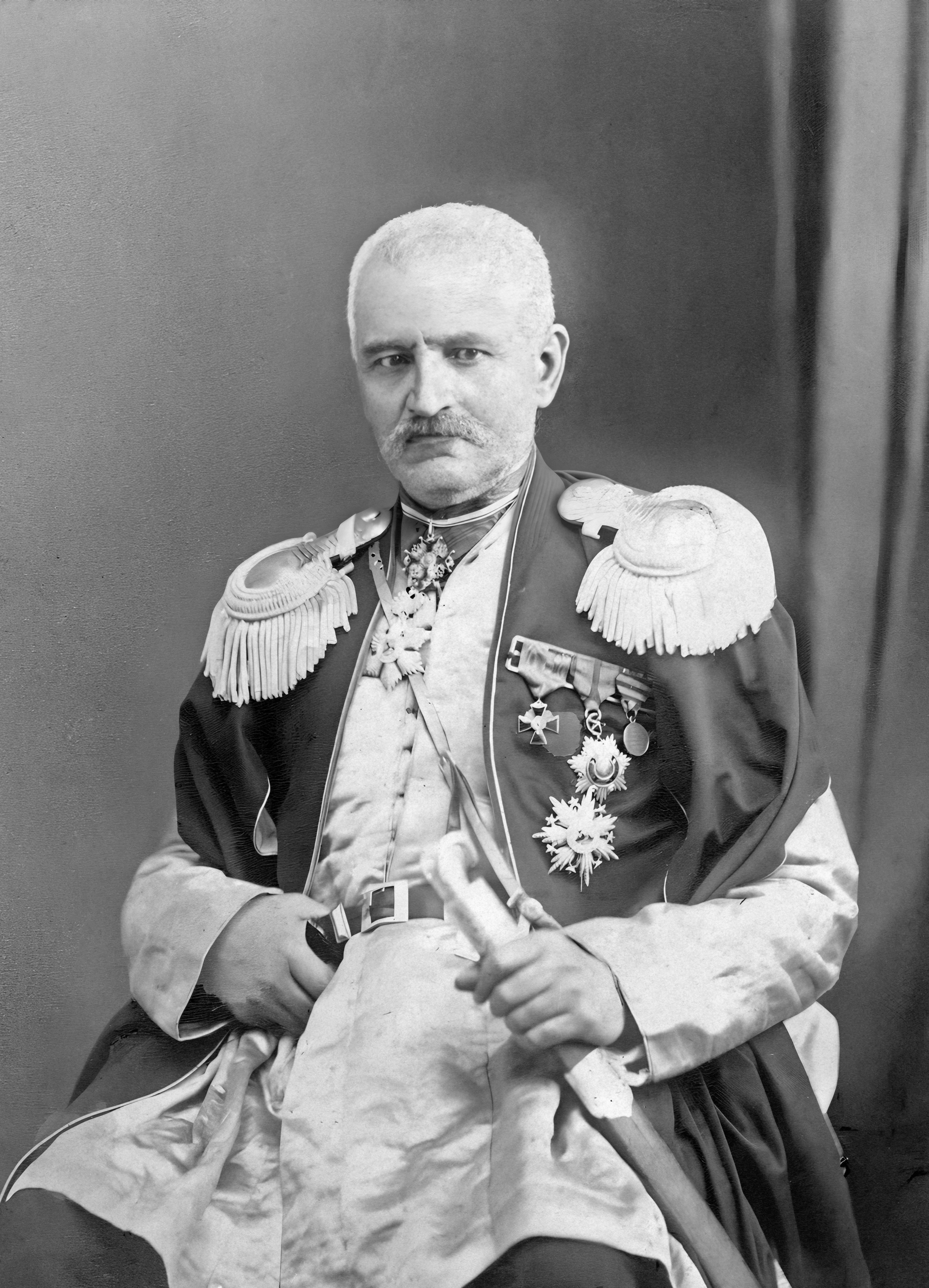
میرزا فتحعلی آخوندزاده

میرزا عبدالرحیم نجارزاده تبریزی معروف به «طالبوف» بنیانگذار انشای جدید نامیده شده‌است. وی با کنار گذاشتن نوشتار ثقیل آن زمان، مطالب خود را با زبانی ساده و بی تکلف نشر داد و بدین ترتیب تأثیر زیادی بر متون فارسی گذاشت. وی به همراه میرزا زین‌العابدین مراغه‌ای در نثر و داستان نویسی و میرزا جعفر خامنه‌ای در شعر نخستین کسان بودند که تحول شگرفی را موجب شدند.
میرزا فتحعلی آخوندزاده بنیانگذار نمایشنامه‌نویسی ایران محسوب می‌شود. آخوندزاده نخستین ایرانی‌الاصلی بود که نمایشنامه‌نویسی را آغاز کرد. وی به دلیل اقامت در تفلیس از طریق سنت تئاتری آنجا با جهان تئاتر آشنا شده و آن را بهترین وسیله برای ترویج افکار نو یافته بود. آخوندزاده با شیوه‌ای متاثر از مولیر، پنج نمایشنامه به زبان ترکی نوشت. همچنین وی با نوشتن نخستین رمان ایرانی با عنوان ستارگان فریب خورده - حکایت یوسف شاه سراج در سال ۱۸۵۷ میلادی پیشکسوت نویسندگان این رشته ادبی نیز به‌شمار می‌آید.
همچنین میرزا آقا تبریزی نخستین نمایش‌نامه‌نویس ایرانی است که نمایش‌نامه‌های فارسی نگاشته‌است.

## پول کاغذی
در سال ۶۹۳ هجری قمری در دوره گیخاتوخان مغول نخستین پول کاغذی به نام چاو در تبریز چاپ شد. اما مردم آن را نپذیرفتند و پس از مدتی چاپ آن متوقف شد.

## سکه ماشینی
از سال ۱۲۹۸ هجری قمری ضرابخانه ماشینی به‌طور رسمی در ایران برقرار و تمام ضرابخانه‌های شهرهای معتبر برچیده شد. فکر ایجاد چنین ضرابخانه، سال‌ها قبل از این تاریخ، یعنی به سال ۱۲۲۲ هجری قمری در زمان ولیعهدی عباس‌میرزا نایب‌السلطنه در تبریز مورد توجه بوده و اقدام به تهیه مسکوک رسمی یا چرخی گردیده ولی به علت گرانی هزینه در حدود ۲۰۰ قطعه سکه سیمین تهیه و ضرابخانه تعطیل شد.

## اتاق تجارت
نخستین اتاق بازرگانی ایران نیز در تبریز بنیاد نهاده شده‌است. تاریخ تأسیس اتاق تجارت در تبریز به سال ۱۲۸۵ هجری خورشیدی بر می‌گردد و نخستین اتاق تجارت در سطح کشور بوده‌است. اتاق تجارت تهران بعد از اتاق تجارت تبریز بنیاد یافته‌است.

## شهربانی
نخستین نظمیه یا شهربانی به مفهوم امروزی توسط انجمن ایالتی آذربایجان در سال ۱۳۲۵ هجری قمری در تبریز به وجود آمد. اجلال‌الملک که نماینده انجمن ایالتی آذربایجان بود به سمت نخستین رئیس شهربانی انتخاب شد. از جمله کارهای این سازمان انتشار نشریه‌ای بود که به نام «نظمیه تبریز» منتشر شد.

## شهرداری

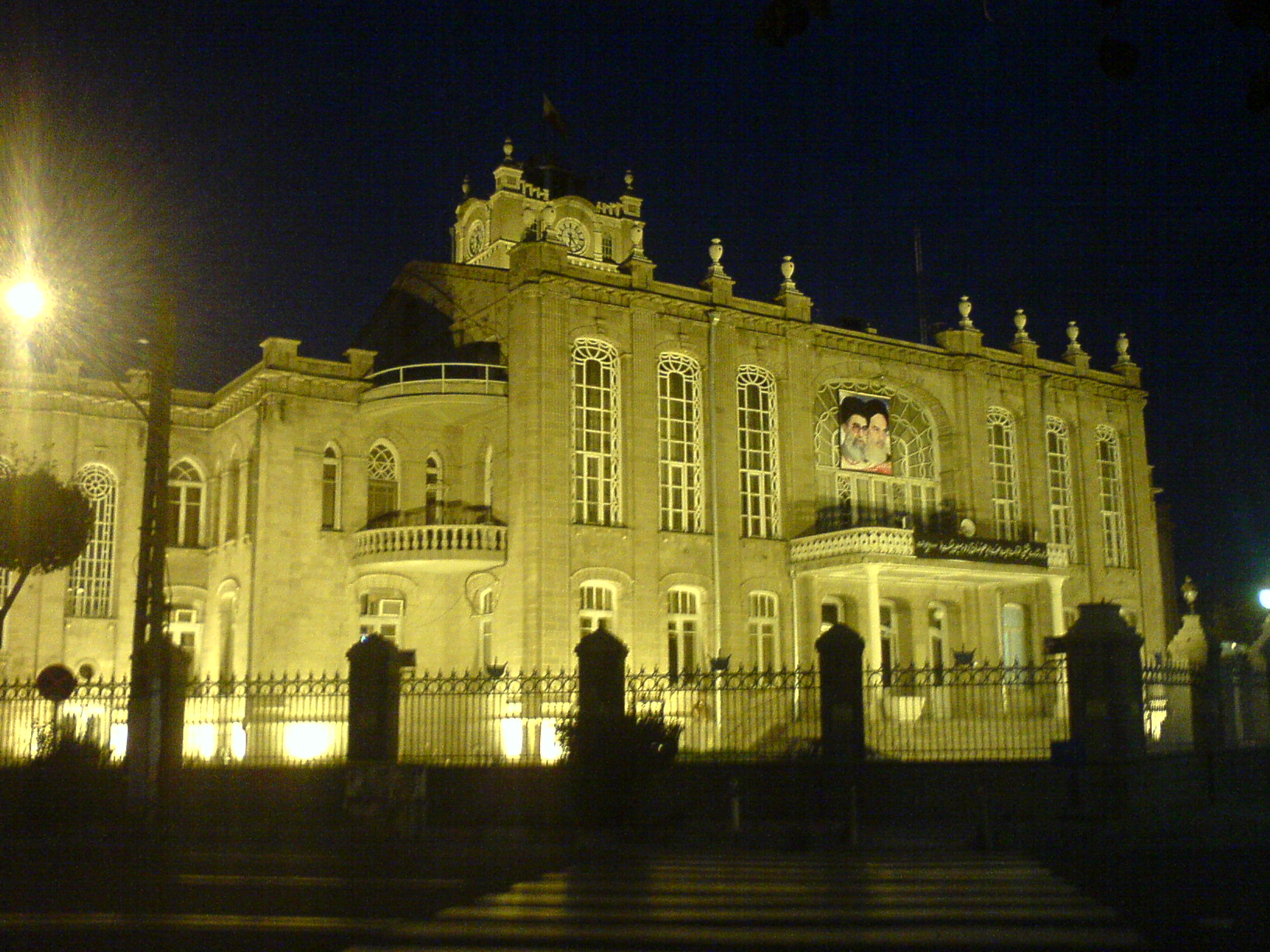
کاخ شهرداری تبریز

شهرداری تبریز نخستین شهرداری - یا به اصطلاح آن روز، بلدیه - ایران بود که در سال ۱۲۸۷ بنیاد یافت
و قاسم خان والی تحصیل کرده دانشگاه سن سیر (saint cyr) فرانسه به عنوان نخستین شهردار تبریز انتخاب شد.

## سازمان توسعه گردشگری شهرداری تبریز
سازمان توسعه گردشگری برای نخستین بار با ایجاد تعامل و همکاری با سازمان میراث فرهنگی کشور و به همت آقای دکتر صادق نجفی شهردار تبریز و شورای شهر تبریز و آقای دکتر رضا خلیلی مدیر عامل این سازمان در سال 1394 پس از کسب موفقیت‌های بسیار در زمینه گردشگری و هم‌زمان با انتخاب تبریز به عنوان پایتخت نمونه گردشگری اسلامی دنیا در سال 2018 میلادی و شهر جهانی بافت فرش و با حضور قدرتمند در نمایشگاه‌های سرنوشت ساز گردشگری بین‌المللی ، تأسیس یافت.
سایت سازمان توسعه گردشگری شهرداری تبریز بایگانی‌شده  در ۳۰ نوامبر ۲۰۲۰ توسط Wayback Machine

## تلفن
نخستین مرکز تلفن ایران در سال ۱۲۸۰ به همت قاسم خان والی در تبریز ساخته شد که وی چند سال بعد به عنوان نخستین شهردار تبریز انتخاب شد.

## برق
قاسم خان والی در سال ۱۲۸۱، امتیاز نخستین کارخانه برق ایران را برای احداث در تبریز به‌دست آورد. وی در ابتدا توانست اطراف خیابان مجیدی (مجدالملک) را روشن نماید.

## کارت اعتباری اتوبوس شهری
نخستین شهری در ایران است که اتوبوس‌های شهری آن از کارت‌های هوشمند بدون تماس به جای بلیت‌های کاغذی استفاده می‌کنند.

## کارت هوشمند مسابقات فوتبال
نخستین شهری در ایران است که برای تماشای مسابقات فوتبال، به جای بلیط کاغذی، از کارت هوشمند غیر تماسی استفاده می‌شود.

## آتش‌نشانی

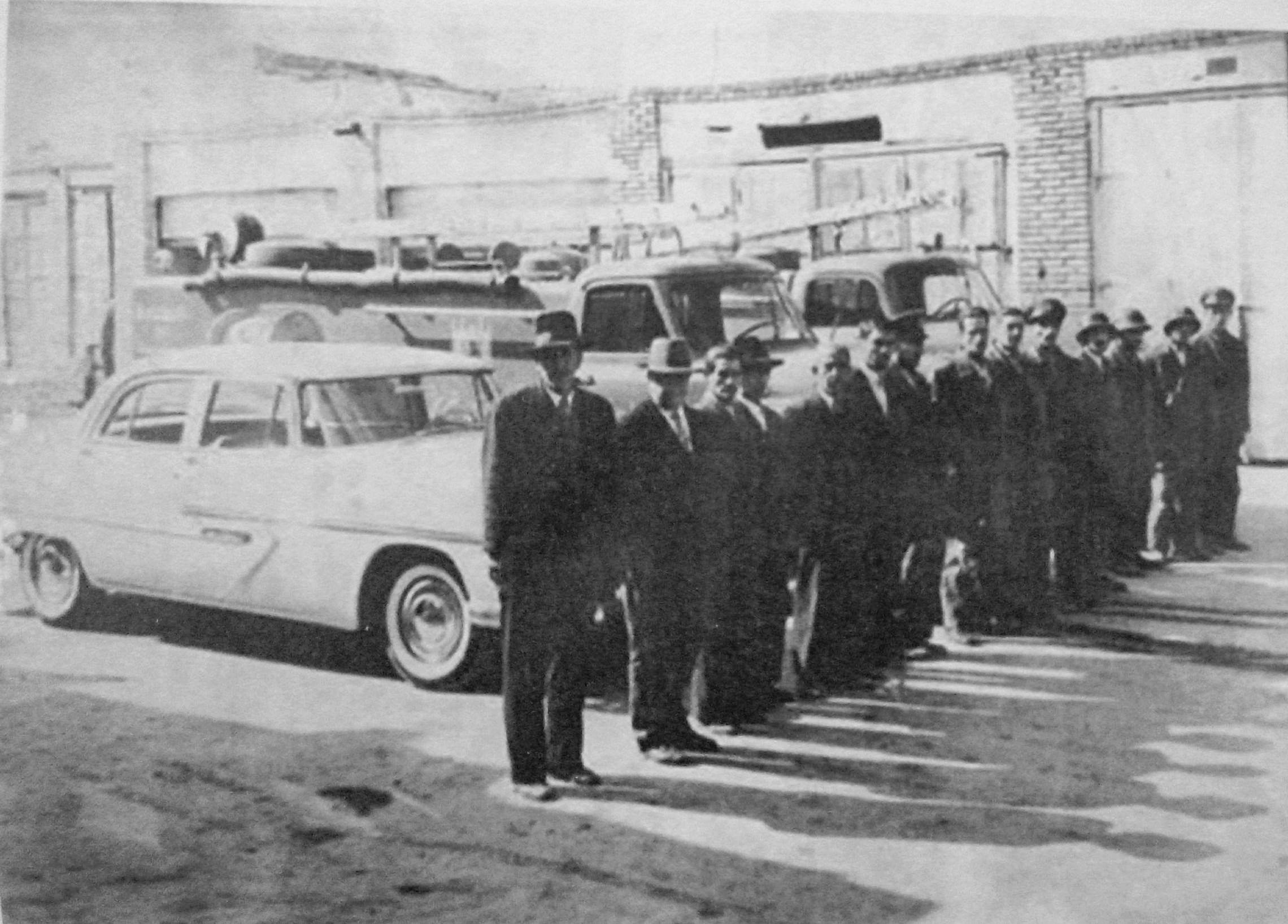
آتش‌نشانی تبریز در ۲۱ آذر ۱۳۲۸

تبریز نخستین شهر ایران است که دارای آتش‌نشانی است. نخستین آتش‌نشانی در تبریز در سال ۱۲۲۱ هجری شمسی هنگامی که نیروهای روسی در تبریز مستقر بودند، ساخته شد. این شهر در حال حاضر دارای ۱۵ ایستگاه آتش‌نشانی است که بر اساس استاندارد جهانی (یک ایستگاه برای هر ۵۰٬۰۰۰ نفر)، شهر تبریز باید ۳۰ ایستگاه داشته باشد

## مؤسسه خیریه غیردولتی
نخستین و قدیمی‌ترین مؤسسه خیریه غیردولتی در ایران، جمعیت خیریه نوبر تبریز است. این تشکل در سال ۱۳۲۶ توسط عده‌ای از خیرین محله نوبر تبریز با هدف مبارزه با فقر و کمک به مستمندان تأسیس شد و در سال ۱۳۳۱ رسماً به ثبت رسید.